# Freddy Buyl
Freddy Buyl, né le 21 octobre 1944, est un joueur et entraîneur de football belge. Il joue toute sa carrière au KSK Beveren, dont il détient le record du nombre de matches officiels disputés. Il jouait au poste de défenseur central.

## Carrière
Freddy Buyl rejoint l'école des jeunes du SK Beveren-Waes à l'âge de onze ans. Sept ans plus tard, il intègre le noyau de l'équipe première qui évolue alors en Promotion. Pour sa première saison avec les seniors, il remporte le titre dans sa série, permettant au club de remonter en Division 3. Il s'impose comme titulaire dans l'axe de la défense et décroche le titre en troisième division pour atteindre la Division 2. Il conserve sa place de titulaire en défense centrale aux côtés de Paul Van Genechten et aide le club à remporter le championnat dès sa première saison en deuxième division.
Promu parmi l'élite nationale en 1967, Freddy Buyl conserve sa place de titulaire inamovible en défense et participe à la première campagne européenne du club en Coupe des villes de foires 1970-1971, où l'équipe atteint les huitièmes de finale, éliminée par Arsenal. En 1972, le club est relégué en deuxième division mais le joueur décide de rester, comme beaucoup de ses équipiers. Le passage au niveau inférieur ne dure qu'un an, Beveren remportant le titre pour remonter directement en première division.
À la fin des années 1970, le club vit une période faste et riche en succès. Il remporte pour la première fois la Coupe de Belgique en 1978, avec Buyl titulaire durant toute la finale. Un an plus tard, il décroche le premier titre de champion de Belgique de son histoire tout en atteignant les demi-finales de la Coupe des vainqueurs de coupe 1978-1979, suivi de quelques semaines par une victoire lors de la première édition de la Supercoupe de Belgique. Il joue encore la finale de la Coupe de Belgique 1980 perdue contre le Waterschei THOR. Deux ans plus tard, le 11 mai 1982, en demi-finale de la Coupe contre ce même Waterschei, il est victime d'une grave blessure au genou qui met un terme à sa carrière de joueur.
Freddy Buyl quitte le SK Beveren en 1983 et entame une carrière d'entraîneur dans les séries provinciales. Il dirige pendant un an le Herleving Vrasene puis prend en mains successivement le SK Ertvelde, le Belgica Edegem, le Svelta Melsele, le KSK Lebbeke et enfin le TK Meldert.

## Palmarès
- 1 fois champion de Belgique en 1979 avec le SK Beveren.
- 2 fois champion de Division 2 en 1967 et 1973 avec le SK Beveren-Waes.
- 1 fois champion de Promotion en 1963 avec le SK Beveren-Waes.
- 1 fois vainqueur de la Coupe de Belgique en 1978 avec le SK Beveren.
- 1 fois vainqueur de la Supercoupe de Belgique en 1979 avec le SK Beveren.

## Statistiques
| Saison                | Club                  | Championnat           | Championnat | Championnat | Coupe(s) nationale(s) | Coupe(s) nationale(s) | Supercoupe | Supercoupe | Compétition(s) continentale(s) | Compétition(s) continentale(s) | Compétition(s) continentale(s) | Total | Total |
| Saison                | Club                  | Division              | M.          | B.          | M.                    | B.                    | M.         | B.         | Comp.                          | M.                             | B.                             | M.    | B.    |
| 1962-1963             | SK Beveren-Waes       | Promotion             | -           | -           | -                     | -                     | -          | -          | -                              | -                              | -                              | 0     | 0     |
| 1963-1964             | SK Beveren-Waes       | Division 3            | -           | -           | -                     | -                     | -          | -          | -                              | -                              | -                              | 0     | 0     |
| 1964-1965             | SK Beveren-Waes       | Division 3            | -           | -           | -                     | -                     | -          | -          | -                              | -                              | -                              | 0     | 0     |
| 1965-1966             | SK Beveren-Waes       | Division 3            | -           | -           | -                     | -                     | -          | -          | -                              | -                              | -                              | 0     | 0     |
| 1966-1967             | SK Beveren-Waes       | Division 2            | -           | -           | -                     | -                     | -          | -          | -                              | -                              | -                              | 0     | 0     |
| 1967-1968             | SK Beveren-Waes       | Division 1            | 29          | 2           | -                     | -                     | -          | -          | -                              | -                              | -                              | 29    | 2     |
| 1968-1969             | SK Beveren-Waes       | Division 1            | 20          | 0           | -                     | -                     | -          | -          | -                              | -                              | -                              | 20    | 0     |
| 1969-1970             | SK Beveren-Waes       | Division 1            | 26          | 0           | -                     | -                     | -          | -          | -                              | -                              | -                              | 26    | 0     |
| 1970-1971             | SK Beveren-Waes       | Division 1            | 26          | 0           | -                     | -                     | -          | -          | C3                             | 6                              | 0                              | 32    | 0     |
| 1971-1972             | SK Beveren-Waes       | Division 1            | 29          | 0           | -                     | -                     | -          | -          | -                              | -                              | -                              | 29    | 0     |
| 1972-1973             | SK Beveren-Waes       | Division 2            | -           | -           | -                     | -                     | -          | -          | -                              | -                              | -                              | 0     | 0     |
| 1973-1974             | SK Beveren-Waes       | Division 1            | 30          | 0           | -                     | -                     | -          | -          | -                              | -                              | -                              | 30    | 0     |
| 1974-1975             | SK Beveren-Waes       | Division 1            | 31          | 0           | -                     | -                     | -          | -          | -                              | -                              | -                              | 31    | 0     |
| 1975-1976             | SK Beveren-Waes       | Division 1            | 36          | 0           | -                     | -                     | -          | -          | -                              | -                              | -                              | 36    | 0     |
| 1976-1977             | SK Beveren-Waes       | Division 1            | 25          | 0           | -                     | -                     | -          | -          | -                              | -                              | -                              | 25    | 0     |
| 1977-1978             | SK Beveren-Waes       | Division 1            | 32          | 0           | -                     | -                     | -          | -          | -                              | -                              | -                              | 32    | 0     |
| 1978-1979             | SK Beveren            | Division 1            | 28          | 0           | -                     | -                     | -          | -          | C2                             | 8                              | 0                              | 36    | 0     |
| 1979-1980             | SK Beveren            | Division 1            | 29          | 0           | -                     | -                     | 1          | 0          | C1                             | 2                              | 0                              | 32    | 0     |
| 1980-1981             | SK Beveren            | Division 1            | 31          | 0           | -                     | -                     | 0          | 0          | -                              | -                              | -                              | 31    | 0     |
| 1981-1982             | SK Beveren            | Division 1            | 30          | 0           | -                     | -                     | -          | -          | C3                             | 4                              | 0                              | 34    | 0     |
| Total sur la carrière | Total sur la carrière | Total sur la carrière | 402         | 2           | -                     | -                     | 1          | 0          | -                              | 20                             | 0                              | 423   | 2     |